# Rowlett (Texas)
Rowlett es una ciudad ubicada en el condado de Dallas en el estado estadounidense de Texas. En el Censo de 2010 tenía una población de 56199 habitantes y una densidad poblacional de 1.087,21 personas por km².

## Geografía
Rowlett se encuentra ubicada en las coordenadas 32°54′57″N 96°32′55″O / 32.91583, -96.54861. Según la Oficina del Censo de los Estados Unidos, Rowlett tiene una superficie total de 51.69 km², de la cual 51.51 km² corresponden a tierra firme y (0.34%) 0.18 km² es agua.

## Demografía
Según el censo de 2010, había 56199 personas residiendo en Rowlett. La densidad de población era de 1.087,21 hab./km². De los 56199 habitantes, Rowlett estaba compuesto por el 71.79% blancos, el 13.38% eran afroamericanos, el 0.58% eran amerindios, el 6.58% eran asiáticos, el 0.03% eran isleños del Pacífico, el 4.94% eran de otras razas y el 2.7% pertenecían a dos o más razas. Del total de la población el 16.52% eran hispanos o latinos de cualquier raza.

## Educación
En el Condado de Dallas, el Distrito Escolar Independiente de Garland gestiona escuelas, y los Colegios Comunitarios del Condado de Dallas gestiona colegios comunitarios ("community colleges").
En el Condado de Rockwall, el Distrito Escolar Independiente de Rockwall gestiona escuelas, y el Collin College gestiona colegios comunitarios.